# Ichthyophis kodaguensis
Ichthyophis kodaguensis — вид безногих земноводных из семейства рыбозмеев. Он является эндемиком южных Западных Гат, Индия. Все подтвержденные записи относятся к южному штату Карнатака, хотя он также зарегистрирован в соседнем штате Керала.

## Распространение
В дополнение к его типовому местонахождению, Venkidds Valley Estate к югу от Мадикери в одноименном округе Кодагу, Ichthyophis kodaguensis известен из другого местонахождения в округе Кодагу к северу от Мадикери и из округа Чикмагалур. Всё это находкииз южного штата Карнатака. Предполагается, что он встречается в соседней Керале.

## Внешний вид и строение
Типовая серия состоит из семи самок, общая длина которых составляет от 158 до 272 мм. Ширина в середине тела от 8 до 12 мм. Имеется от 276 до 306 вентральных колец. Позднее обнаруженный экземпляр неустановленного пола имел общую длину 31 см и 343 вентральных кольца. Тело почти цилиндрическое и слегка сжатое в дорсовентральном направлении. Голова немного шире тела. Глаза окружены узким беловатым кольцом и видны через непигментированную кожу как маленькие темные круги с более светлой центральной частью; они слегка приподняты над прилегающей кожей. У живых особей длинные и тонкие щупальца. Верхняя сторона тела окрашена в однотонный, тёмно-каштаново-коричневый цвет, с немного более светлой мордой. Яркая, кремово-жёлтая боковая полоса проходит по всей длине тела; она имеет неровные края и прерывается на первом шейном кольце. Брюшная сторона, более бледная, чем спина, лилово-серо-коричневая, немного темнее сзади и непосредственно примыкает к боковой полосе.

## Среда обитания и охрана
Типовая серия была собрана на смешанной плантации кофе и ореха арека на высоте 1143 м над уровнем моря. Голотип был собран путем раскопок почвы у небольшого ручья. Другой образец был найден ночью на сухой тропе на склоне холма, недалеко от фрагмента влажного вечнозеленого леса и примерно в 50 м от ближайшего водоема (ручья). Два образца были найдены на кофейной плантации на высоте, схожей с типовой местностью.
В 2008 году, до публикации новых данных о распространении, Международный союз охраны природы (МСОП) классифицировал Ichthyophis kodaguensis как «вид, для оценки угрозы которым недостаточно данных». МСОП признал вид способным жить в сельскохозяйственных местообитаниях и, таким образом, переносить нарушенные местообитания, но посчитал имеющуюся информацию слишком скудной для оценки его статуса сохранности.